# Segundo Mundo

Configuração dos "Três Mundos" da era da Guerra Fria, entre abril e agosto de 1975:
Primeiro Mundo: os Estados Unidos e seus aliados.
Segundo Mundo: a União Soviética e seus aliados.
Terceiro Mundo: países não-alinhados e neutros.

O termo Segundo Mundo, de acordo com a Teoria dos Mundos, definia uma classificação econômica e ideológica para um grupo de estados socialistas, industrializados ou em processo de industrialização, que estavam sob a influência da União Soviética (URSS) durante a Guerra Fria. Nas primeiras duas décadas após a Segunda Guerra Mundial, 19 estados comunistas emergiram; todos estes estavam pelo menos originalmente dentro da esfera de influência soviética, embora alguns (principalmente a Jugoslávia e a China) tenham rompido com Moscovo e desenvolvido seu próprio caminho de socialismo, mantendo os governos comunistas. A maioria dos estados comunistas permaneceu parte do bloco socialista até a dissolução da União Soviética em 1991; depois, apenas cinco estados comunistas permaneceram: China, Cuba, Laos, Coreia do Norte e Vietname. Junto com " Primeiro Mundo " e " Terceiro Mundo ", o termo foi usado para dividir os estados da Terra em três grandes categorias.
A Teoria dos Mundos apresenta uma análise de um mundo já histórico, não condizendo mais com a realidade pós-Guerra Fria, uma vez que com a queda do muro de Berlim e o colapso da União Soviética, e consequentemente o brusco colapso do socialismo no Leste Europeu, a dissolução da Jugoslávia e a abertura econômica chinesa levou o mundo na década de 1990 a experimentar a hegemonia do capitalismo como sistema econômico global. A Teoria dos Mundos adequadava-se a um mundo bipolar, onde o primeiro mundo correspondia ao bloco capitalista (EUA e aliados), o segundo mundo correspondia ao bloco socialista (URSS e aliados) e o terceiro mundo correspondia aos países não alinhados a nenhuma potência, mas quase que por absoluto composto de países capitalistas pobres (com exceção da Jugoslávia e da Albânia, socialistas porém não alinhados à URSS, e da Irlanda, Suécia, Finlândia, Áustria e Suíça, nações capitalistas ricas, porém não alinhadas aos EUA).
No mundo bipolar da Guerra Fria, havia um grande abismo socioeconômico entre os países capitalistas ricos e os pobres. Com o colapso econômico e ideológico do Segundo Mundo, o termo entrou em total desuso, embora alguns ainda venham a fazer uso erroneamente dos termos Primeiro e Terceiro Mundo, ao se referir aos países ricos e pobres respectivamente. Atualmente, as diferenças entre os mundos se combinam em vários aspectos, sendo usado atualmente países desenvolvidos, países emergentes e países subdesenvolvidos, que também recebem críticas sobre sua abrangência bem como pela abordagem essencialmente colonialista.
Vários autores ainda consideram uma nova definição para "Segundo Mundo", que seria composto pelos países de economia emergente liderados pelo grupo BRICS (Brasil, Rússia, Índia, China e África do Sul), composto ainda de Argentina, Turquia, Egito, Indonésia, Irã, Vietname, Nigéria, Tailândia, Filipinas, México e Malásia — países recentemente industrializados — que apresentam ora características do primeiro mundo, ora do terceiro.